# From the Inside (album, Alice Cooper)
From the Inside je koncepční album a rocková opera amerického hard rockového zpěváka Alice Coopera, poprvé vydané v roce 1978. Album bylo inspirováno pobytem Coopera v sanatoriu v New Yorku kvůli jeho alkoholismu. Všechny postavy, které jsou v písních zmíněny jsou založeny na skutečných osobě, které v sanatoriu skutečně potkal. Na albu se podíleli i tři dřívější spolupracovníci Eltona Johna: textař Bernie Taupin, kytarista Davey Johnstone a baskytarista Dee Murray.

## Seznam skladeb
| Pořadí | Název                             | Autor                            | Délka |
| ------ | --------------------------------- | -------------------------------- | ----- |
| 1.     | From the Inside                   | Cooper, Wagner, Taupin, Foster   | 3:55  |
| 2.     | Wish I Were Born in Beverly Hills | Cooper, Wagner, Taupin           | 3:38  |
| 3.     | The Quiet Room                    | Cooper, Wagner, Taupin           | 3:52  |
| 4.     | Nurse Rozetta                     | Cooper, Lukather, Taupin, Foster | 4:15  |
| 5.     | Millie and Billie                 | Cooper, Taupin, Roberts          | 4:15  |
| 6.     | Serious                           | Cooper, Lukather, Taupin, Foster | 2:44  |
| 7.     | How You Gonna See Me Now          | Cooper, Wagner, Taupin           | 3:57  |
| 8.     | For Veronica's Sake               | Cooper, Wagner, Taupin           | 3:37  |
| 9.     | Jackknife Johnny                  | Cooper, Wagner, Taupin           | 3:45  |
| 10.    | Inmates (We're All Crazy)         | Cooper, Wagner, Taupin           | 5:03  |

## Sestava
- Alice Cooper – zpěv
- David Foster – klávesy
- Davey Johnstone – kytara
- Steve Lukather – kytara
- Rick Nielsen – kytara
- Dick Wagner – kytara
- Dee Murray – baskytara
- Jim Keltner – bicí
- Jay Graydon – syntezátor, kytara
- Howard Kaylan – zpěv
- Mark Volman – zpěv
- Marcy Levy – zpěv